# Calle 21 de Mayo
La calle 21 de Mayo es una arteria vial que cruza el centro de la ciudad de Santiago, Chile. Su nombre recuerda la fecha del Combate naval de Iquique, que ocurrió el 21 de mayo de 1879.

## Historia

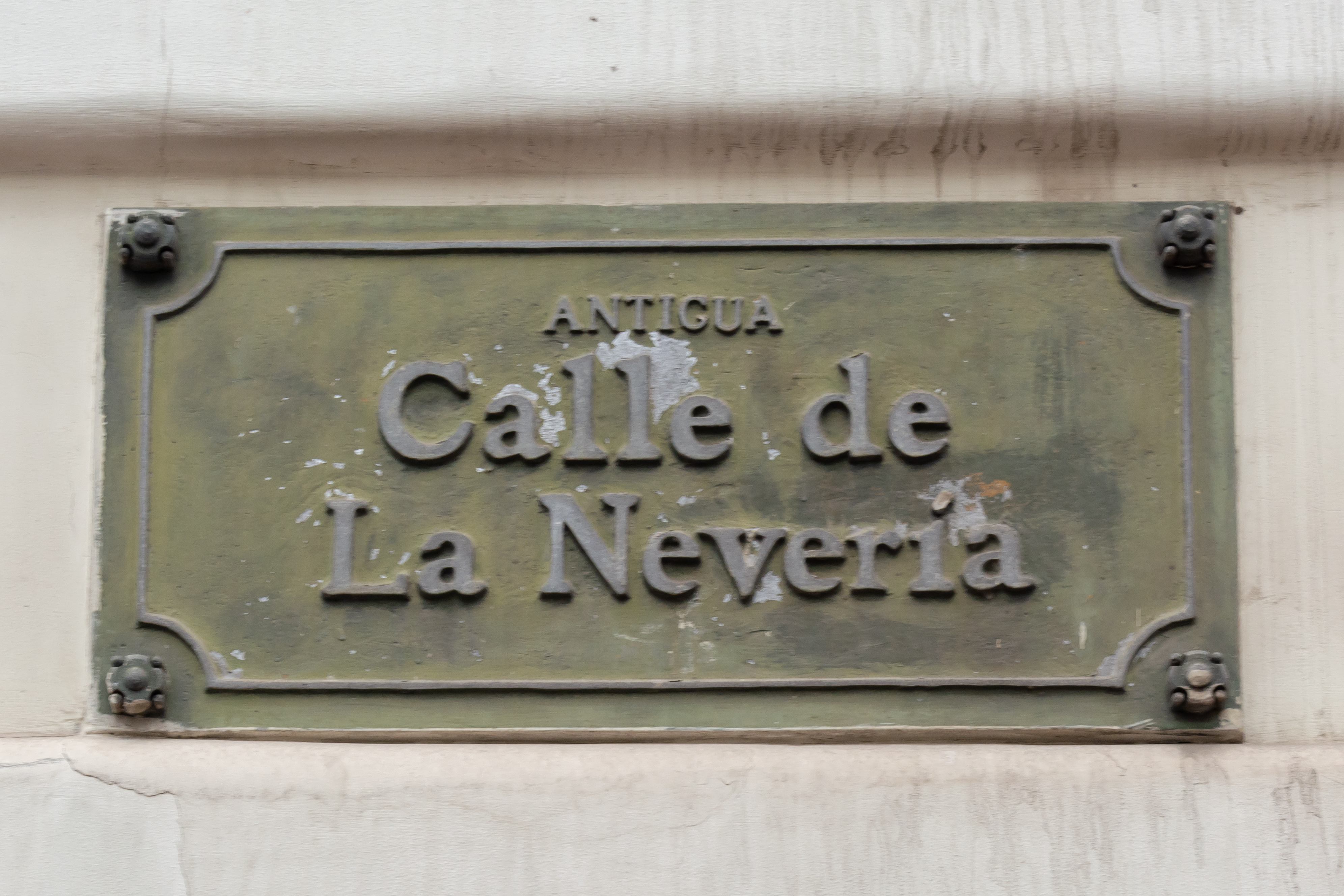
Placa con la denominación calle de la Nevería.

En la Colonia la calle se conocía como la «calle de la Pescadería», debido a que ahí se establecieron las primeras ventas de pescado en la ciudad. Posteriormente, en el siglo XIX, cambió su nombre a «calle de la Nevería», ya que cerca de la Plaza de Armas se asentaron los vendedores de nieve de la Cordillera de los Andes.

## Hitos
Se extiende desde la Plaza de Armas, como continuación del Paseo Estado, a un costado del edificio de la Ilustre Municipalidad de Santiago, hasta el Mercado Central.
La calle es peatonal entre las calles Monjitas por el sur (donde hay una salida de la estación Plaza de Armas del Metro de Santiago), y Rosas por el norte, salvo un breve segmento para vehículos que sirve de salida a la calle Diagonal Cervantes; desde Rosas continúa hacia el norte como calle vehicular, hasta su intersección con la calle Ismael Valdés Vergara, frente a la Plaza Prat, donde se encuentra el Monumento a los Héroes de Iquique.